# Игра престола (друштвена игра)
Игра престола је стратешка игра креирана од стране Кристијана Питерсена и избачена 2003. године од стране Fantasy Flight Games студија.
Радња игре је рађена на основу серијала романа епске фантастике Песма леда и ватре аутора Џорџа Р. Р. Мартина. Игру прате и два проширења из 2004. године под називом Судар краљева и из 2006. године названом Олуја мачева.
Други наставак игре избачен је 2011. године.
2004. године игра је освојила три награде, ѕа најбољу традиционалну друштвену игру, најбољу друштвену игру и најбољи дизајн друштвене игре.

## Опис и правила
Главни циљ игре је бити први који контролише одређени број градова и упоришта унапред одређен бројем играча, или да на крају десетог круга контролише највећи број градова и упоришта.
Игра се на табли где је континент Вестерос подељен на неколико регија, а свака регија има макар један град и једно утврђење. Играчи унапред бирају једну од седам кућа Вестероса са којом ће употребом дипломатије и борбе да покушају да освоје Гвоздени престо.Сваки играч означава почетну тачку, тј.главни град и распоређује јединице на његовим стартним територијама на основу добијених упутства.
Постоји пет врста токена које играчи могу да користе током партије:
1.Токени који се користе за премештање јединица из једне регије у другу и покретање битке ако се непријатељска јединоца појави у новој регији.
2.Токени одбране који пружају бонусе јединицама које су нападнуте у тој регији.
3.Токени испомоћи омогућавају неким јединицама учествовање у биткама које се догађају у суседним регијама.
4.Токени подршке омогућавају играчу уклањање одређених противничких наредби.
5.Консолидарни токени који омогућавају играчу да сакупи више жетона снаге који се касније могу користити за лицитирање на позицијама на стазама Утицаја.
Током битке сваки играч сабира снагу својих јединица у поменутој регији које могу бити модификоване вредностима које дају токени, а побеђује играч са највећим укупним бројем поена.

## Сукоб краљева
Ово проширење из 2004. године додаје неколико варијанти правила која се већ користе, а додаци укључују кућу Мартел, као и нови вид јединице опсадних мотора.

## Олуја мачева
Проширење из 2006. године доноси више правила која се могу користити уз оригиналну игру, као и неке нове картице и нове Вестерос карте.